# Federico Delgado Montiel
Federico Delgado Montiel (Sevilla, 3 de enero de 1929-28 de julio de 2016) es un dibujante y pintor español. De un extenso currículum, su obra es considerada, por la solvencia de su realización y por su amplitud conceptual, como una aportación valiosa al arte contemporáneo, a caballo de los siglos XX y XXI.

## Biografía
Se formó en las Escuelas de Artes y Oficios de Sevilla, y en las Superiores de Bellas Artes de Santa Isabel de Hungría, de Sevilla, y San Fernando de Madrid. Fue becario en El Paular, donde su obra fue premiada. En Sevilla, fue miembro fundador de grupos como Escuela sevillana de pintura, Itálico y Equipo Mayo, canalizando una inquietud latente por la innovación de las artes plásticas. En el Instituto Alto Conquero, de Huelva, ha ejercido la cátedra de Dibujo.
El ejercicio de dibujante y pintor se fue manifestando en colectivas y certámenes realizados en Sanlúcar de Barrameda (Cádiz), y Sevilla, año 1948; y siguió año tras año a lo largo de la geografía nacional, para abrirse al exterior, con muestras colectivas celebradas en Nueva York, Nueva Jersey y otros espacios estadounidenses, y llegar al Salón des Nations de París y a la II Bienal Hispanoamericana Islas del Caribe, celebrada en La Habana, Caracas y Bogotá, sedes sucesivas de la exposición entre finales de 1953 y principios de 1954.
Mientras, Federico Delgado Montiel ha protagonizado numerosas exposiciones individuales, desde la primera, abierta en el Centro Cultural de Ceuta, en 1955, dos en el Reino Unido, el año 1957, a las que se han ido presentando posteriormente en Sevilla, Nueva York, Madrid, Valencia, Málaga, Cádiz, Palos de la Frontera, Huelva, entre otros. En 1960, Federico comenzó a dar clases en la Escuela de Artes y Oficios y obtuvo la Beca Von Karman para estudiar un año en Nueva York con su obra La panadera, para la que le sirvió de modelo su propia hermana, Carmen.